# Jocs Olímpics d'Estiu de 1906
Els Jocs Olímpics d'Estiu de 1906, també anomenats Jocs Intercalats, es van celebrar a la ciutat d'Atenes (Grècia) entre el 22 d'abril i el 2 de maig de 1906. Hi participaren un total de 903 esportistes, entre elles 883 homes i 20 dones, de 21 comitès nacionals. No són oficialment reconeguts com a Jocs Olímpics, tot i que en el seu moment s'organitzaren com a tals, i foren coneguts amb el nom Segons Jocs Olímpics Internacionals a Atenes pel propi COI. Les medalles entregades tampoc són reconegudes pel Comitè Olímpic Internacional.

## Origen i futur
Els primers Jocs Intercalats foren organitzats pel Comitè Olímpic Internacional el 1901 com a part d'un nou programa en què es disputarien cada quatre anys, entre els Jocs Internacionals, i que es disputarien a Atenes. En canvi, al baró Pierre de Coubertin no li agradava aquesta idea. Després dels dolents Jocs Olímpics de París 1900 el Comitè Olímpic Internacional donà suport a aquesta nova idea. L'any 1902 era massa proper per organitzar aquests jocs i es decidí que la data ideal seria el 1906.
Grècia no fou capaç d'organitzar els jocs de 1910. Per un costat hi havia problemes als Balcans, d'altre, dos anys entre Jocs i Jocs era un període massa curt de temps. La següent oportunitat arribà el 1914, però a la disminució de l'entusiasme inicial s'hi afegí l'esclat de la Primera Guerra Mundial. La següent possibilitat d'organitzar uns nous Jocs Intercalats no arribava fins al 1922. Havia passat massa temps i la idea s'abandonà definitivament.
D'aquesta manera aquests Jocs esdevingueren una excepció dins els Jocs Olímpics. El Comitè Olímpic Internacional, posteriorment, degradà els Jocs passant a ser no oficials i els considerà, simplement, com una celebració del 10è aniversari dels primers Jocs. A pesar d'aquest fet, els Jocs de 1906 van ser claus per mantenir vius els Jocs Olímpics, després dels fracassos de les dues edicions anteriors i la majoria d'innovacions dels Jocs foren acollides pels Jocs Olímpics de Londres 1908.

## Comitès participants

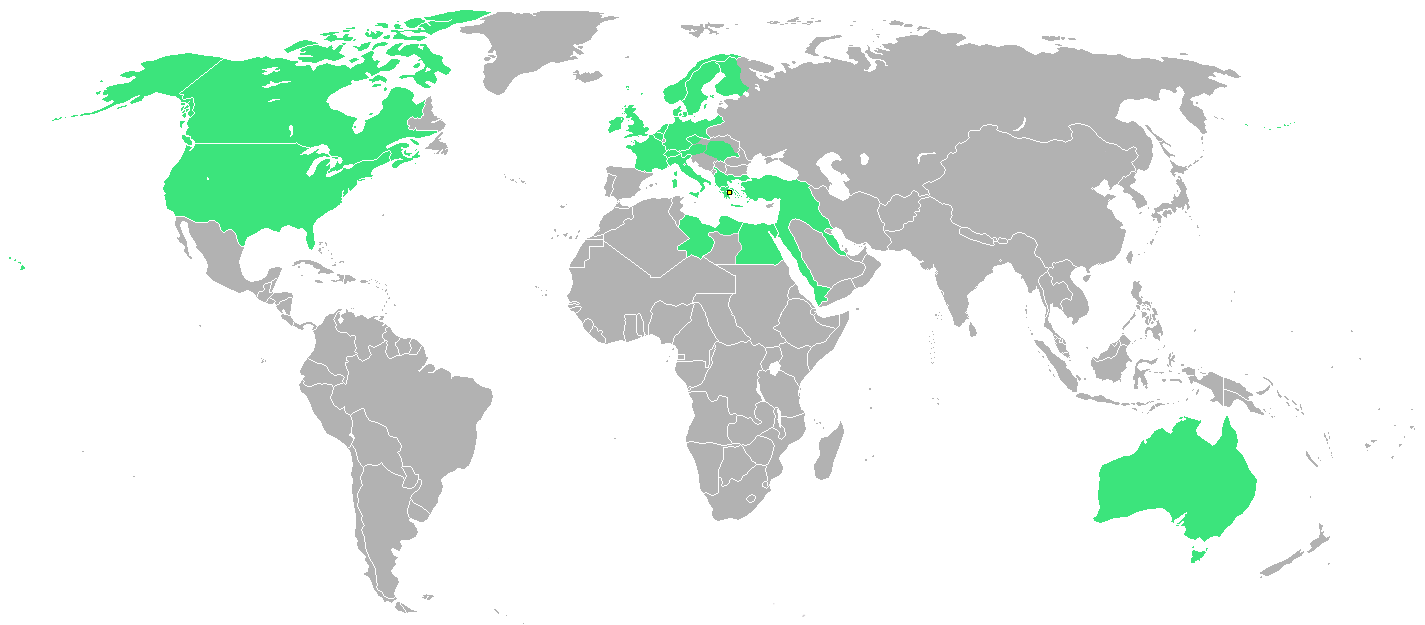
Països participants

Hi participaren un total de 903 esportistes, entre elles 883 homes i 20 dones, de 21 comitès nacionals. Hi participà per primera vegada l'Imperi Otomà (posteriorment Turquia), Creta (única participació), Egipte i el Gran Ducat de Finlàndia (posteriorment Finlàndia); hi deixaren de participar Cuba i Sud-àfrica; i retornaren Bèlgica, Bohèmia, Dinamarca, Itàlia, Noruega, Països Baixos i Suècia.
| - Austràlia (4) - Àustria (31) - Bèlgica (16) - Bohèmia (13) - Canadà (3) - Creta (8) - Dinamarca (49) | - Egipte (2) - Estats Units (523) - Finlàndia (4) - França (56) - Grècia (38) - Regne Unit (47) - Hongria (35) | - Imperi Alemany (49) - Imperi Otomà (2) - Itàlia (76) - Noruega (32) - Països Baixos (16) - Suècia (38) - Suïssa (9) |

## Desenvolupament esportiu

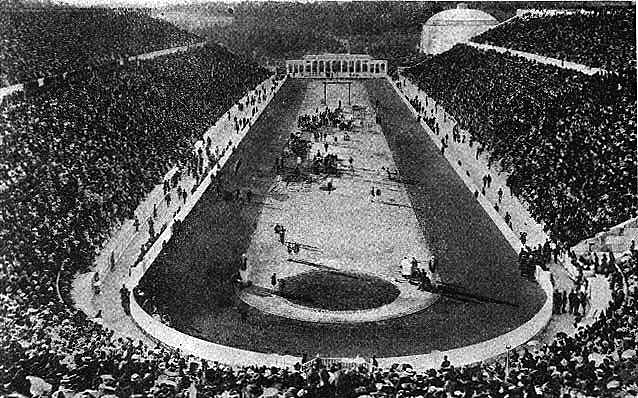
Estadi Panathinaiko el 1906

Els Jocs Olímpics de 1906 van ser un gran èxit, a diferència del que havia passat el 1900 i el 1904, ja que no s'allargaren durant molts mesos dins el programa d'una Exposició Universal. Foren també els primers jocs en què els atletes hi participaven a través dels respectius Comitès Nacionals, i no, com havia ocorregut anteriorment, on molts atletes passaven per allí i decidien participar-hi. També foren els primers amb una cerimònia d'obertura a part i amb la desfilada dels atletes amb els respectius Comitès Nacionals. També s'introduí la cerimònia de cloenda o l'alçament de les banderes dels guanyadors.
Entre les proves incloses als jocs cal destacar el llançament de javelina i el pentatló.
- Ray C. Ewry guanyà, de nou, les dues proves disputades de salt sense cursa.
- Paul Pilgrim guanyà els 400 i els 800 metres llisos en atletisme.
- El canadenc Billy Sherring visqué dos mesos a Grècia per adaptar-se a les condicions locals i guanyà, sorprenentment, la marató. El príncep Jordi II de Grècia l'acompanyà durant la volta final.
- Finlàndia debutà en aquests jocs i guanyà la seva primera medalla d'or en llançament de disc amb Verner Järvinen.
- Peter O'Connor d'Irlanda guanyà la medalla d'or en triple salt i la de plata en salt d'allargada. L'atleta participava com a britànic, i en protesta, escalà el pal de la bandera i hi posà la irlandesa.

## Medalles
(País amfitrió ressaltat.)
| Jocs Olímpics d'estiu de 1906 | Jocs Olímpics d'estiu de 1906 | Jocs Olímpics d'estiu de 1906 | Jocs Olímpics d'estiu de 1906 | Jocs Olímpics d'estiu de 1906 | Anells Olímpics |
| Posició                       | País                          | Or                            | Plata                         | Bronze                        | Total           |
| 1                             | França                        | 15                            | 9                             | 16                            | 40              |
| 2                             | Estats Units                  | 12                            | 6                             | 6                             | 24              |
| 3                             | Grècia</ref>                  | 8                             | 13                            | 13                            | 34              |
| 4                             | Regne Unit                    | 8                             | 11                            | 5                             | 24              |
| 5                             | Itàlia                        | 7                             | 6                             | 3                             | 16              |
| 6                             | Suïssa                        | 5                             | 6                             | 4                             | 15              |
| 7                             | Alemanya                      | 4                             | 6                             | 5                             | 15              |
| 8                             | Noruega                       | 4                             | 2                             | 1                             | 7               |
| 9                             | Àustria                       | 3                             | 3                             | 3                             | 9               |
| 10                            | Dinamarca                     | 3                             | 2                             | 1                             | 6               |

1. ↑  La medalla de bronze de l'equip de Salònica a l'esport de futbol fou guanyada per grecs que representaven a Grècia, tot i que la ciutat pertanyia en aquell temps a l'Imperi Otomà.

### Medallistes més guardonats
Categoria masculina
| Nom             | CON            | Disciplina                       | Or | Plata | Bronze | Total |
| Martin Sheridan | Estats Units   | Atletisme                        | 2  | 3     | 0      | 5     |
| Léon Moreaux    | França         | Tir olímpic                      | 2  | 1     | 2      | 5     |
| Louis Richardet | Suïssa         | Tir olímpic                      | 3  | 1     | 0      | 4     |
| Gustav Casmir   | Imperi Alemany | Esgrima                          | 2  | 2     | 0      | 4     |
| Eric Lemming    | Suècia         | Atletisme Joc d'estirar la corda | 1  | 0     | 3      | 4     |

Categoria femenina
| Nom            | CON    | Disciplina | Or | Plata | Bronze | Total |
| Sophia Marinou | Grècia | Tennis     | 0  | 2     | 0      | 2     |